# Полидипсия
Полидипсия (др.-греч. πολύς «многочисленный» + δίψα «жажда») — симптом, характеризующийся неестественно сильной, неутолимой жаждой. Уменьшается или исчезает только при приёмах воды в количествах, значительно превышающих физиологические.

## Этиопатогенез
Причиной развития подобной клиники является чрезмерная активация питьевого центра в головном мозге. Это может быть вызвано как физиологическими, так и патологическими причинами. Так, например, при активной потере воды с потом или при значительной физической нагрузке потребность в воде может значительно возрастать. К патологическим причинам подобного состояния можно отнести повышение концентрации какого-либо вещества в крови человека. Например, повышение уровня глюкозы при сахарном диабете. Различают первичную полидипсию и вторичную. Первичная возникает при непосредственной активации питьевого центра, например при гипофизарно-гипоталомической патологии, или как следствие психических расстройств. Вторичная является реакцией на изменение состава циркулирующей крови.
Полидипсия при выраженном течении приводит к возникновению водно-электролитных нарушений в организме человека. Как правило развиваются отёки, асцит, при выраженных нарушения в сочетании с патологиями почек возможно возникновение судорожного синдрома.

## Клиническое значение
В случае, если диагноз уже установлен, данный синдром позволяет больному оценивать тяжесть его состояния и определять периоды обострения заболевания. Так, например, при сахарном диабете появление или значительное усиление данного синдрома свидетельствует о декомпенсации и росте уровня глюкозы крови.
При неустановленном диагнозе и жалобах на полидипсию используется следующий диагностический алгоритм:
- Оценивается адекватность диуреза и определяется, нет ли потерь воды, превышающих физиологическую норму, например с жидким стулом.
- Оценивается электролитный состав крови, определяется уровень глюкозы крови, при необходимости производится биохимический анализ крови.
- Оценивается фильтрующая функция почек.
- Проводятся обследования, позволяющие подтвердить предварительный диагноз.

## Лечение
Лечение данных больных направлено на лечение основного заболевания, приведшего к развитию полидипсии. При компенсации основного заболевания выраженность жалоб значительно снижается или данный симптом полностью исчезает.